# Польот (ракета-носій)
Польот (індекс ГУКОС — 11А59) — радянська двоступенева ракета-носій легкого класу з сімейства «Р-7». РН «Польот» розроблялася і виготовлялася в Куйбишевській філії № 3 ОКБ-1 (нині — ЦСКБ-Прогрес) під керівництвом Дмитра Ілліча Козлова і Сергія Павловича Корольова.
РН «Польот» є модифікацією ракети-носія «Р-7А» і була призначена для виведення на кругову орбіту спеціальних маневруючих ШСЗ "Політ" — «Політ-1» і «Політ-2», розробки ОКБ-52 під керівництвом Володимира Миколайовича Челомея.

## Історія створення
Двоступенева РН 11А59 була розроблена на виконання Постанови ЦК КПРС і Ради Міністрів СРСР № 258–110 від 16 березня 1961 року, філією № 3 ОКБ-1 (нині — «ЦСКБ-Прогрес») на базі міжконтинентальної балістичної ракети (МБР) «Р-7А»(індекс ГУКОС — 8К74).
Випробувальні роботи з відпрацювання процесів відділення об'єкта ІВ (робоча назва апаратів І-2В) від другого ступеня ракети-носія 11А59 проводилися на льотно-випробувальної доводочной базі в Жуковському.

## Особливості конструкції
Ракета-носій 11А59 розроблялася на базі «Р-7А» шляхом створення принципово нової по конструкції і виду головної частини. Принциповим технічним нововведенням був факт використання детонаційного шнура навколо корпусу для скидання головного обтікача.

## Список всіх запусків ракети-носія «Польот»
Ракетою-носієм 11А59 «Польот» з космодрому Байконур в 1963 і 1964 рр.. були запущені перші радянські маневруючі на орбіті супутники «Політ-1» і «Польот-2», типу «І-2В», створені в ОКБ-52 під керівництвом В. М. Челомея.
| 1 | 1 листопада 1963 | СРСР Польот-1 | «І-1В» № 1 | 1963-043A | Шаблон:NORAD ID | СРСР Байконур 31/6 | Успіх |
| 2 | 12 квітня 1964   | СРСР Польот-2 | «І-1В» № 2 | 1964-019A | Шаблон:NORAD ID | СРСР Байконур 31/6 | Успіх |